# Vaterstetten
Vaterstetten – miejscowość i gmina w Niemczech, w kraju związkowym Bawaria, w rejencji Górna Bawaria, w regionie Monachium, w powiecie Ebersberg. Leży około 17 km na wschód od Monachium, przy autostradzie A99, drodze B304 i linii kolejowej InterCity Monachium - Rosenheim - Innsbruck/Salzburg.

## Demografia
| Rok  | Liczba mieszkańców |
| ---- | ------------------ |
| 1867 | 175                |
| 1910 | 1 407              |
| 1925 | 1 565              |
| 1939 | 1 837              |
| 1945 | 1 300              |
| 1961 | 5 420              |
| 1987 | 17 843             |
| 2002 | 21 113             |
| 2007 | 21 600             |

Dane o ludności z 31 grudnia 2008:
| Opis                                | Ogółem | Ogółem | Kobiety | Kobiety | Mężczyźni | Mężczyźni |
| ----------------------------------- | ------ | ------ | ------- | ------- | --------- | --------- |
| Jednostka                           | osób   | %      | osób    | %       | osób      | %         |
| Populacja                           | 21 697 | 100    | 11 070  | 51,02   | 10 627    | 48,98     |
| Wiek przedprodukcyjny (0–17 lat)    | 3810   | 17,56  | 1878    | 8,66    | 1932      | 8,9       |
| Wiek produkcyjny (18–65 lat)        | 12 904 | 59,47  | 6467    | 29,81   | 6437      | 29,67     |
| Wiek poprodukcyjny (powyżej 65 lat) | 4983   | 22,97  | 2725    | 12,56   | 2258      | 10,41     |

## Polityka
Wójtem gminy jest Robert Niedergesäß, rada gminy składa się z 30 osób.
|      | CSU | SPD | FW | Zieloni | FDP | FBU | Razem |
| 2008 | 18  | 5   | 2  | 3       | 1   | 1   | 30    |
| 2002 | 18  | 6   | 2  | 2       | 1   | 1   | 30    |